# Tanna du Nord
Le tanna du Nord est une langue océanienne parlée au Vanuatu par 5 000 locuteurs, dans le nord de Tanna. Ses dialectes sont : Est de Tanna, Ouest de Tanna, Imafin. Il y a deux dialectes majeurs et une chaîne dialectale. Il est proche du whitesands.